# Mostviertel

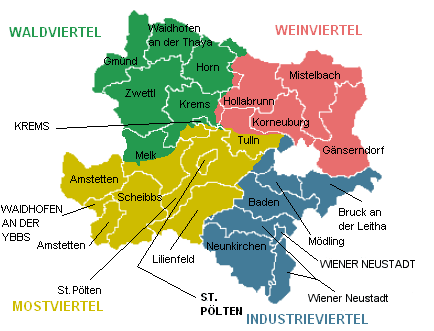
Rejony Dolnej Austrii: Waldviertel, Weinviertel, Mostviertel i Industrieviertel

Mostviertel – południowo-zachodni rejon Dolnej Austrii. Na północy granicę stanowi rzeka Dunaj, na południu granica kraju związkowego Styrii, na zachodzie Górnej Austrii. Las Wiedeński stanowi naturalną granicę na wschodzie. Jemu też rejon ten zawdzięcza swą drugą nazwę: "Rejon nad Laskiem Wiedeńskim". 

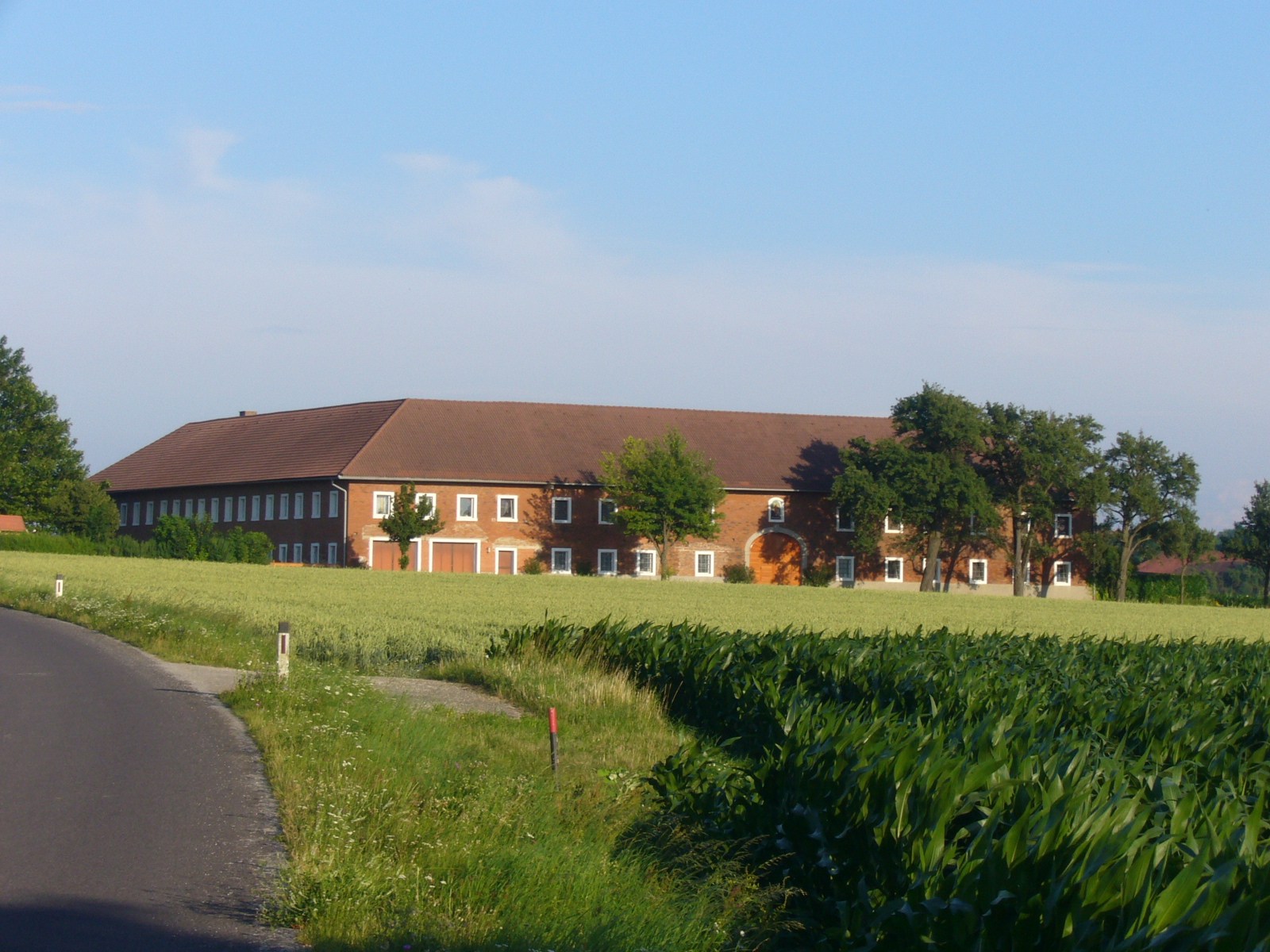
Przykładowe gospodarstwo tzw. Vierkanter w Mostviertel

Nazwa rejonu wywodzi się od pojęcia "most" (moszcz) czyli świeżo wyciśnięty sok owocowy. Rejony Mostviertel, pomiędzy rzekami Ybbs a Anizą stwarzają bardzo dogodne warunku naturalne do zakładania sadów owocowych, stąd rejon ten słynie z sadownictwa. Typowy krajobraz tego rejonu to sady jabłkowo-gruszkowe, rozciągające się wokół budynku gospodarczego (tzw. Vierkanter). Jest to budynek na planie kwadratu z podwórkiem w środku, do którego prowadzi duża brama.
W Mostviertel znajdują się następujące powiaty polityczne z głównymi miastami:
- Amstetten
- Waidhofen an der Ybbs
- Scheibbs
- Melk
- Lilienfeld
- Tulln an der Donau
- St. Pölten

## Zakony i klasztory na terenie Mostviertel
- Klasztor Lilienfeld
- Klasztor Seitenstetten
- Kartause Gaming